# Holma (Malmö)
Holma is een woonwijk in het stadsdeel Väster van de Zweedse stad Malmö. De wijk telt 3956 inwoners (2013) en heeft een oppervlakte van 0,36 km². De wijk bestaat voornamelijk uit flats van drie tot acht verdiepingen. Een derde van de woningen zijn appartementen, de rest is eigendom van de woningcoöperatie MKB. Het gebied is gelegen tussen Pildammsvägen en Kroksbäcksparken, ten zuiden van Ärtholmsvägen.
Het gebied bestond rond 1950 voornamelijk uit landbouwgrond. In 1962 werd het gebied aangewezen voor woningbouw, als onderdeel van het Miljoenenprogramma.

## Demografie
Ongeveer 51 procent van de inwoners van Holma heeft een migratieachtergrond. Veel inwoners hebben een migratieachtergrond uit Joegoslavië, Irak, Afghanistan, Polen en Libië.

## Verkeer
De wijk is voornamelijk verkeersvrij: een parkeerplaats is gelegen aan het begin van de wijk. Door de wijk heen zijn diverse busbanen aangelegd.